# Храм Януса

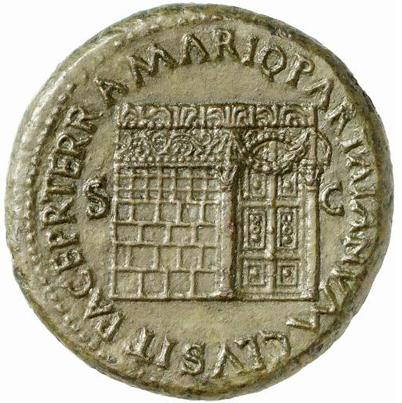
Изображение храма Януса на монете времён Нерона

Храм Януса — некогда храм двуликого бога на римском форуме между базиликой Эмилией и курией.
Внутри храма находилась бронзовая статуя Януса, небольшая прямоугольная постройка имела две двери, которые оставались открытыми во время войны и закрывались во времена мира. Плутарх сообщает, что «Последнее случалось весьма редко, ибо империя постоянно вела войны, в силу огромных своих размеров непрерывно обороняясь от варварских племён, её окружающих.» Руины храма не сохранились, однако есть изображения на монетах императора Нерона.
Ворота храма закрывались:
- Нумой Помпилием
- в консульство Тита Манлия Торквата, после завершения Первой Пунической войны
- трижды при Октавиане Августе; в том числе после сражения при Акции двери храма были закрыты в знак окончания продолжавшихся почти сто лет гражданских войн; также в Res Gestae сам принцепс упоминал о закрытии ворот в связи с тем, что намерением предков было закрыть их «когда через всю империю (власть — прим.[4]) римского народа на суше и на море мир завоюют победы»[5].
- при Нероне
- при Веспасиане